# Stroudia aestimabilis
Stroudia aestimabilis är en stekelart som beskrevs av Giordani Soika 1989. Stroudia aestimabilis ingår i släktet Stroudia och familjen Eumenidae. Inga underarter finns listade i Catalogue of Life.